# Curt Ludwig

Curt Ludwig

Curt Ludwig, auch Kurt Ludwig, (* 28. März 1902 in Aschara; † 2. April 1989 in Bremen) war ein deutscher Politiker (NSDAP) und SS-Führer, zuletzt im Rang eines SS-Brigadeführers. Zur Zeit des Nationalsozialismus war er Mitglied des Reichstages und Polizeipräsident von Bremen. 

## Leben
Ludwig besuchte die Dorfschule in Aschara und anschließend die Mittelschule in Langensalza. Danach ging er auf die Landwirtschaftliche Schule in Gotha und gehörte von 1919 bis 1923 der Marine-Brigade Ehrhardt an. Danach arbeitete er als Landwirt in seiner Heimatstadt Aschara, später im benachbarten Wiegleben. Er trat im Frühjahr 1923 der NSDAP bei und am 10. November 1923 der SA. Nachdem er der neu gegründeten NSDAP zum 29. August 1925 erneut beigetreten war (Mitgliedsnummer 17.225), war er von 1926 bis zum März 1932 Bezirksleiter der Partei in Gotha und Langensalza. Der SA trat er 1926 erneut bei und begründete diese NS-Organisation in Thüringen. Von 1926 bis 1929 war er Mitglied der SA-Standarte 5 (Gotha). Nach dem Wechsel zur SS zum 1. April 1929 (SS-Nummer 1.397) war er ebenfalls Mitbegründer dieser NS-Organisation in Thüringen. Bis 1932 war er landwirtschaftlicher Gaufachberater. Im Februar 1932 besuchte er einen Lehrgang an der Reichsführerschule in München und war anschließend bis zum 16. November 1933 Führer des SS-Sturmbanns I/14 (Gotha). Im März 1932 legte er auf Befehl Heinrich Himmlers all seine Parteiämter außerhalb der SS nieder.
Ludwig war von 1929 bis 1933 Mitglied des Landtages in Thüringen und ab dem 12. November 1933 für den Wahlkreis 12 Thüringen und später für den Wahlkreis 19 Hessen-Nassau (29. März 1936) und Wahlkreis 14 Weser-Ems (10. April 1938) Abgeordneter des nationalsozialistischen Reichstages. Von November 1933 bis März war er Führer der SS-Standarte 67 und anschließend bis Juli 1935 der SS-Standarte 57. Von Mai bis Juli 1935 absolvierte er einen Polizeikursus bei der 5. Hundertschaft der II. Landespolizei-Abteilung in Leipzig-Möckern. Als Polizei-Wachtmeister wurde er im Juli 1935 Reichsbauernrat. Von August 1935 bis September 1937 führte er den SS-Abschnitt XXX (Kassel). Ab Oktober 1937 führte er den SS-Abschnitt XIV (Bremen-Horn). Zunächst kommissarisch wurde Ludwig am 20. April 1938 Polizeipräsident in Bremen und ab dem 2. März 1939 dann auch definitiv. 
Nach Beginn des Zweiten Weltkrieges wurde er Anfang 1940 Zugführer der 4. MG-Kompanie der 12. SS-Totenkopfstandarte, am 22. April 1940 aber schon wieder beurlaubt und aus der Waffen-SS entlassen. Am 1. August 1941 wurde er der Trunkenheit, der Unkameradschaftlichkeit und des Versagens in Luftschutzfragen beschuldigt und als Polizeipräsident in Bremen durch Johannes Schroers ersetzt. Am 4. Februar 1942 wurde er durch den Reichsführer SS Heinrich Himmler rehabilitiert, da gegen ihn in keiner Beziehung Vorwürfe zu machen seien. Um nicht noch einen Wechsel an der Spitze der Bremer Polizei vornehmen zu müssen, wurde Ludwig in den Stab des Höheren SS- und Polizeiführers im Reichsgau Wartheland berufen, wo er beim Reichskommissar für die Festigung deutschen Volkstums (RKF) eingesetzt war. Im Mai 1942 wurde er aus dem Dienst der Waffen-SS entlassen. Er blieb bis Februar 1943 SS-Führer im Stabshauptamt des RKF, wurde danach Führer des SS-Abschnitts V (Essen), was er bis zum 1. Januar 1944 blieb. Danach wurde er SS-Führer beim Stab des SS-Oberabschnitts Fulda-Werra und blieb dies bis 1945. Während dieser Zeit wurde er unter anderem zur SS-Panzer-Grenadier-Schule Kienschlag versetzt. Kurzzeitig war er später noch im Kriegseinsatz beim SS-Regiment Westland. Kurz vor Kriegsende wurde er noch am 20. April 1945 zum SS-Brigadeführer ernannt.
Nach Kriegsende befand sich Ludwig bis 1948 in amerikanischer Internierung. Nach einem Spruchkammerverfahren in Bremen wurde er 1948 als Belasteter entnazifiziert und auf dem Gnadenweg durch den Bremer Senat 1952 nur noch als Mitläufer eingruppiert. Seinen Lebensunterhalt bestritt er ab 1948 zunächst als Bauarbeiter, später war er im kaufmännischen Bereich tätig.

## Auszeichnungen
- Goldenes Parteiabzeichen der NSDAP